# Sphaerodactylus elegantulus
Sphaerodactylus elegantulus es una especie de geco del género Sphaerodactylus, familia Sphaerodactylidae, orden Squamata. Fue descrita científicamente por Barbour en 1917.

## Descripción
La longitud hocico-respiradero en machos y hembras es de 28 y 29 milímetros respectivamente.

## Distribución
Se distribuye por Antigua y Barbuda.